# Mirta Colángelo
Mirta Colángelo (Buenos Aires, 20 de marzo de 1942 - Bahía Blanca, 21 de septiembre de 2012) fue una narradora argentina. El Ministerio de Educación de la Nación la recordó como «impulsora de los susurradores en la Argentina».
Fue maestra normal nacional. Se especializó en Literatura infantil y juvenil, siendo reconocida como «susurradora» de poesía. 
Dictó clases en los niveles primario, secundario y terciario. Coordinó talleres de lectura y escritura para niños y adolescentes.
Dictó cursos para docentes y padres en Argentina, Cuba, España y Portugal. 
Propulsó talleres entre artistas de diversas áreas. Algunos de ellos fueron: Eduardo Galeano, Santiago Kovadloff, Patricia Stokoe, Graciela Montes, Laura Devetach, Carlos Gianni,  Horacio Tignanelli, Andrés Rivera, Ernesto Camilli, Coco Romero, Gustavo Roldán. 
Fomentó clubes de narradores y elaboró programas radiales de animación de la lectura, destacándose «Cuentos para la hora de tomar la leche», emitido por LRA 13 Radio Nacional de Bahía Blanca. 
Difundió su tarea educadora en otras ciudades de la provincia de Buenos Aires, como así también en otros lugares de Argentina: Córdoba, Provincia de Mendoza, La Pampa, Provincia de Santa Fe, Chubut y Provincia de Río Negro.
Participó del Plan Nacional de Lectura, del Ministerio de Educación de la Nación, y de los proyectos EMETA y EMER (Expansión y mejoramiento para la enseñanza rural), de Santa Cruz, para los que confeccionó currículos de Lengua y Literatura.
Se definía a sí misma como una «educadora por el arte», explicando «trabajo por la educación a través el arte. Creo que vale la pena intentarlo, si el arte estuviese en la educación, otro sería el mundo, ya que se respetaría la palabra. Cuando sea el arte el que ataque y no las bombas las cosas sin dudas florecerán». 

## Susurradores
Es recordada como «la maga de los susurradores», dado que impulsó el relato de poesía mediante el uso de susurradores, construidos a partir de tubos de cartón. 
Encontró inspiración para la tarea de susurrar en el grupo de artistas franceses Les Souffleurs, dedicado desde 2001 a susurrar poesía en París como modo de «desacelerar el mundo». 
Esta actividad tuvo inicio en 2007, en la inauguración de una muestra del Museo de Arte Contemporáneo de Bahía Banca y se extendió en intervenciones poéticas en las calles, escuelas, hospitales, ferias y mercados de la ciudad. Con el tiempo, más personas fueron sumándose a susurrar y se conformó «la Banda del Susurro». 
Mediante su intercambio con educadores de otras ciudades de Argentina, los susurros llegaron a La Plata, Córdoba, Gran Rosario, Buenos Aires, Tres Arroyos, Partido de Laprida, Gran Santa Rosa, General Conesa, Comodoro Rivadavia, San Nicolás de los Arroyos, Provincia de Mendoza, en donde gran cantidad de grupos de personas dieron continuidad a la difusión de esta experiencia. 
Popularizados los susurradores, fueron parte del Seminario Internacional de Literatura Infantil y Juvenil realizado por el programa Placer de Leer, de la Fundación CyA. 
Con admiración al talento y creatividad que esparció en Bahía Blanca, muchos suelen denominar a la ciudad «Capital del Susurro». 
La escritora Diana Laurencich la describe diciendo: «Ella no usa varita, no. Usa un susurrador que va desde su boca al oído de quien quiera escucharla, de quien tenga la fortuna de cruzarse en su camino con esta mujer que huele a libro, que dispara proyectos, que ennoblece la vida».

## Cuentos con sol
Organizó y dictó el taller de escritura «Cuentos con sol», para chicos del Patronato de la Infancia de Bahía Blanca, durante once años. Allí se gestaron experiencias vinculadas a la escritura de poesía y la representación plástica, que se concretaron en la edición de las obras. 
Para ello, se gestó el proyecto «Benteveo» que dio lugar a la «Fábrica de Libros», permitiendo la edición de «Coplas copleras», «La noche es sueño» y «Los que vuelan», enteramente diseñados por los niños y jóvenes participantes del taller.
Las obras fueron presentadas en 2005, en el Museo de Arte Contemporáneo de Bahía Blanca, y en Le MUZ, el Museo Virtual de Arte para Niños de París.
ALIJA, la Asociación de Literatura Infantil de la Argentina, premió en 2007 estas producciones. 
En su artículo «El arte y su función reparadora» destaca, en torno a la experiencia con los chicos: «Yo quiero hablar de la función reparadora del arte, convencida de que el arte puede ayudar a sobrellevar las adversidades de la vida y colaborar para cambiar en muchos casos un destino tan cruel».

## Mensajes en botellas, en la Casa del sol albañil
Su libro, «Mensajes en botellas» fue editado en 2011 a través de La Casa del Espía, del Museo Ferrowhite, ubicado en Ingeniero White.
El libro contiene el trabajo desarrollado con los niños y jóvenes que asistían al taller de lectura y escritura «La casa del sol albañil», que fundó y dirigió en Bahía Blanca. 
Esta experiencia de escritura creativa, llevó a los participantes del taller a enviar sus producciones en botellas, por la ría, desde el puerto de Ingeniero White. 
Una de las botellas fue encontrada por un trabajador del puerto del Partido de Coronel Rosales, con quien se encontraron e intercambiaron experiencias.  
Esta historia fue recogida por Eduardo Galeano en su relato «La botella», el cual forma parte de su libro «Bocas del Tiempo».

## Trabajos en colaboración
Fue coautora del libro «Los nuevos caminos de la expresión» de la editorial Colihue, en 1990 y de «Artepalabra», de Lugar Editorial en 2007.
Fue cofundadora y redactora jefa de la Revista «VOX (Arte + Literatura)», y participó en la construcción del blog El procedimiento de la infancia.
Fue coautora de la obra de música acústica «El instante que viene, el instante que va». La realizó junto con el compositor Ricardo Armas. Se basaron en relatos de Italo Calvino, Juan Gelman, Eduardo Galeano, José Martí, Paco Urondo y Alejandra Pizarnik. 
Dicha obra, fue empleada en el homenaje que se le realizó en conmemoración de su fallecimiento en las instalaciones de Ferrowhite.

## Premios y homenajes
- Recibió el premio Pregonero a Especialista, otorgado por la Fundación El Libro de Buenos Aires a los difusores del libro y la literatura infantil y juvenil.
- Fue conmemorada por el trabajo en el taller Cuentos con sol, recibiendo Los destacados de Alija, concedido por ALIJA.
- Fue homenajeada en la 37.ª Feria del Libro de Buenos Aires, en el marco del Encuentro Internacional de Narración Oral.[10]

- El trabajo en la revista VOX valió la premiación de la Asociación de críticos de Arte de la Argentina y recibió el premio Julio Cortázar.

- En 2012, el Honorable Concejo Deliberante de Bahía Blanca nombró Paseo de los Poetas Mirta Colángelo a un espacio público, de recreación, de la ciudad.[11]

- En abril de 2013, el Fondo Municipal de las Artes del Instituto Cultural de Bahía Blanca, editó el libro: «La feria de la cultura de Bahía Blanca (1987 – 2000). Una construcción colectiva: manos, voces e ideas propiciando y testimoniando la integración de nuestra gente».[12]

Allí se recogen imágenes, documentos, mapas y textos, vinculados a la producción artística de Bahía Blanca y zonas aledañas, recolectados por Mirta durante catorce años. Se la homenajeó de esta manera, recordando su permanente esfuerzo por construir una Feria de la Cultura en la ciudad, enfatizando la importancia de mostrar prácticas de la Educación por el Arte.